# 安東尼奧·穆罕默德
里卡多·安东尼奥·穆罕默德·馬蒂傑維奇（1970年4月2日—）是一名前阿根廷足球运动员。

## 俱乐部生涯
1987年，安东尼奥·穆罕默德在阿根廷開始他的职业生涯，代表飓风竞技俱乐部征战阿根廷足球乙級聯賽。

## 國家隊生涯
作為前阿根廷国家足球队的成員，穆罕默德的国家队处子秀是在1991年2月19日對陣匈牙利的一场国际热身赛，該場比賽阿根廷以2比0获胜。此外，他作為阿根廷国家足球队的一員，隨隊奪得了1991年美洲杯冠軍。

## 教練生涯

### 阿根廷和墨西哥
結束球員生涯后，穆罕默德來到墨西哥成为萨卡特佩克足球俱乐部的主教練。

### 美洲足球俱乐部
2013年12月10日，穆罕默德被任命为俱乐部的新任主教練。

### 蒙特雷足球俱乐部
2015年2月16日，蒙特雷足球俱乐部與安东尼奥·穆罕默德达成协议，後者成为球队的新任主教练。

### 維戈塞爾塔
2018年5月22日，西甲俱乐部维戈塞尔塔任命穆罕默德为主教練，合同為期两年。

## 個人生活
他的绰号是“Turco”土耳其人。2006年6月德国世界杯期间，穆罕默德的9岁的儿子法里德死于一场车祸。穆罕默德本人也在事故中严重受伤，一度面臨需要截肢的危險。

## 執教成績
| 迪祖亞拿足球會       | 墨西哥 | 20-09-2011 | 31-05-2013 | 83  | 36  | 32  | 15 | 43.37 |
| 美洲足球俱樂部       | 墨西哥 | 4-01-2014  | 14-12-2014 | 42  | 22  | 9   | 11 | 52.38 |
| 蒙特雷足球俱乐部     | 墨西哥 | 16-02-2015 | 7-05-2018  | 220 | 99  | 65  | 56 | 45.00 |
| 皇家維戈塞爾塔俱樂部 | 西班牙 | 22-05-2018 | 至今       | 0   | 0   | 0   | 0  | —     |
| 總數                 | 總數   | 總數       | 總數       | 345 | 157 | 106 | 82 | 45.51 |

## 荣誉

### 球员
颶風體育會
- 阿根廷足球乙级联赛 (1): 1989–90

阿根廷
- 美洲杯 (1): 1991年

### 教練
独立竞技俱乐部
- 南美球會盃 (1): 2010

迪祖亞拿足球會
- 墨西哥足球超級聯賽 (1): Apertura 2012

美洲足球俱乐部
- 墨西哥足球超級聯賽 (1): Apertura 2014

蒙特雷足球俱乐部
- 墨西哥盃 (1): Apertura 2017

### 個人
- 他的11號球衣被位于墨西哥合众国之内萨瓦尔科约特尔城的内薩公牛队退役，以表彰他在隊期間（1993-98）為球隊所做的貢獻。